# Stratioticon
Le stratioticon est la caisse dédiée aux fonds militaires à Athènes dans l'Antiquité. Cette caisse est alimentée par les excédents budgétaires. Ce fonds a été créé par Callistratos d'Aphidna en 378 av. J.-C..